# Glenea fasciculosa
Glenea fasciculosa là một loài bọ cánh cứng trong họ Cerambycidae.